# The Lizzie Bennet Diaries
Vous lisez un « bon article » labellisé en 2013.
Pour les articles homonymes, voir LBD.
The Lizzie Bennet Diaries (littéralement « Les Carnets intimes de Lizzie Bennet »), ou plus simplement LBD, est une web-série dramatique américaine adaptée de l’œuvre de Jane Austen Orgueil et Préjugés où l’intrigue, qui se déroule au début du XXIe siècle, est présentée en temps réel à travers le blog vidéo que Lizzie Bennet, jeune étudiante californienne, tient pendant un an, y ajoutant une nouvelle page deux fois par semaine, le lundi et le jeudi.
LBD a été créé par Bernie Su et Hank Green, animateur avec son frère John de VlogBrothers, sur lequel il présente le démarrage de ce nouveau projet le 12 avril 2012. Les acteurs principaux en sont Ashley Clements (Lizzie Bennet), Daniel Vincent Gordh (Darcy), Mary Kate Wiles (Lydia Bennet), Laura Spencer (Jane Bennet) et Julia Cho (Charlotte Lu). Le premier épisode est diffusé sur YouTube le lundi 9 avril 2012, le centième, et dernier, est édité le jeudi 28 mars 2013.
La série est interactive. Les personnages principaux ont leur profil sur Facebook, ils communiquent entre eux sur Twitter ; les spectateurs du  vlog de Lizzie sont encouragés à dialoguer avec eux sur les diverses plateformes ainsi qu'avec les concepteurs de la série sur Tumblr[réf. nécessaire].
The Lizzie Bennet Diaries a rapidement trouvé un public passionné de fidèles et obtenu dans la presse des commentaires flatteurs. The Guardian la considère même comme « la meilleure adaptation pour célébrer le deux-centième anniversaire de l'apparition en littérature d'Elizabeth Bennet et Fitzwilliam Darcy ».

## Présentation
Le roman le plus célèbre de Jane Austen a déjà fait l'objet de multiples adaptations visuelles mais The Lizzie Bennet Diaries est la première tentative de transposition de l'histoire à l'époque d'Internet. Elle se présente comme une succession de courtes vidéos postées sur le Web par Lizzie Bennet, qui y raconte, au fur et à mesure que les événements se produisent, les heurs et malheurs de sa vie familiale : elle a une sœur aînée, Jane, « pratiquement parfaite » ; une cadette particulièrement difficile, Lydia ; une amie intime, Charlotte Lu (qui filme et édite ses vidéos), un père très peu présent et une mère énervante qui ne pense qu'à de très riches mariages pour ses filles. L'arrivée dans la région d'un riche étudiant en médecine, Bing Lee, semble répondre à ses vœux : il a remarqué Jane et la courtise. Peu après Lizzie signale qu'un ami l'accompagne, le très riche et mystérieux William Darcy.
Lizzie, Charlotte, Lydia et Jane sont les seules à apparaître à l'écran au début, puisque Lizzie enregistre ses « carnets intimes » dans sa chambre. Elle raconte et commente sa rencontre avec Bing Lee, sa sœur (la « superbe » Caroline), son premier contact avec le « Snoby Mr. Douchey », et invite à l'occasion Charlotte ou ses sœurs à se déguiser pour lui donner la réplique en interprétant un autre personnage sur le mode caricatural, ce qui n'est pas rare dans les vidéos sur YouTube : Mr et Mrs Bennet (à l'accent du Sud des États-Unis) apparaissent seulement ainsi. Bing Lee, Caroline et William Darcy commencent par être présentés uniquement à travers ce qu'en dit Lizzie. Cette technique de présentation permet de donner, comme dans le roman, la priorité au point de vue de l'héroïne, même si Charlotte, et Jane dans une moindre mesure, essaient de pondérer ses jugements trop péremptoires.
Ce n'est que lorsque Lizzie commence à enregistrer hors de chez elle (épisode 25) que les divers personnages ont l'occasion de venir la rejoindre devant la caméra : Collins apparaît en premier, lorsqu'elle enregistre ses impressions à l'occasion d'un VidCon, puis Caroline et Bing durant le séjour à Netherfield de Jane et Lizzie. Darcy apparaît très tardivement, lorsque Lizzie est en stage chez Collins & Collins (fin de l'épisode 59).

## Fiche technique

### Distribution
- Ashley Clements : Lizzie Bennet
- Julia Cho : Charlotte Lu
- Laura Spencer : Jane Bennet
- Mary Kate Wiles : Lydia Britney Bennet
- Daniel Vincent Gordh : William Darcy
- Jessica Jade Andres : Caroline Lee
- Maxwell Glick : Ricky Collins (alias Mr. Collins)
- Allison Paige : Gigi Darcy
- Christopher Sean : Bing Lee
- Wes Aderhold : George Wickham
- Craig Frank : Fitz William
- Janice Lee : Maria Lu
- Briana Cuoco : Mary Bennet

### Équipe technique
- Productrice : Jenni Powell
- Producteurs délégués : Hank Green et Bernie Su
- Coproductrices déléguées : Margaret Dunlap et Rachel Kiley
- Conseillère de production : Kate Rorick
- Réalisateur : Bernie Su
- Assistant de réalisation : Stuart Davis
- Scénaristes : Jay Bushman, Margaret Dunlap, Hank Green, Rachel Kiley, Kate Rorick, Daryn Strauss, Bernie Su, Anne Toole
- Photographie : Jason Raswant
- Monteur : Sam Mollo
- Réalisateur transmédia (transmedia producer): Jay Bushman
- Montage transmedia :Alexandra Edwards
- Chef décorateur : Katie Moest
- Maquillage : Heather Begley
- Éclairage : Steven Buritt

## Personnages

### Personnages principaux

#### Lizzie Bennet
Lizzie (que sa mère appelle souvent Elizabeth comme dans le roman), cadette de la fratrie Bennet, est le personnage principal et la narratrice de la majorité des vidéo-blogs. Âgée de 24 ans, elle « aime la pluie, les romans classiques et tous les films avec Colin Firth » et prépare un master de communication de masse, mais elle sait son « avenir incertain » et a « une montagne de dettes ». Elle a des liens privilégiés avec Charlotte Lu sa meilleure amie, née le même jour qu'elle, et Jane, sa sœur aînée. Ses relations avec Lydia, la benjamine, sont plus tendues. Elle est persuadée que les jeunes femmes doivent poursuivre des études pour espérer exercer un métier qu'elles aiment, et ont mieux à faire dans la vie que de se chercher un mari.
Comme l'héroïne originale, elle est gaie, intelligente et spirituelle, a le souci de sa famille, mais, se fiant à ses premières impressions, est prompte à développer des préjugés tenaces envers les personnes qu'elle juge condescendantes ou qu'elle sent pleines de mépris pour le mode de vie un peu excentrique de sa famille, comme Bing Lee au début, puis Caroline et surtout Darcy. Or, explique Charlotte, Lizzie déteste changer d'avis !

#### Charlotte Lu
Charlotte (Charlotte Lucas dans le roman) est un des principaux personnages récurrents. Meilleure amie de Lizzie depuis toujours, elle produit et édite la plupart de ses vidéos. Voulant devenir cinéaste, elle a proposé à Lizzie de commencer un vidéo-blog dans le cadre de son projet de fin d'études.
Le personnage est beaucoup plus développé que dans le roman original. Au début, Charlotte, qui semble pratiquement vivre chez les Bennet, apparaît dans la plupart des épisodes. Elle se brouille un temps avec Lizzie lorsqu'elle accepte l'emploi (bien payé mais intellectuellement peu valorisant) offert par Ricky Collins, que Lizzie avait précédemment refusé. Elle est raisonnable et pragmatique, mais son intelligence et son doigté lui permettront de se rendre indispensable et même de s'épanouir à Hunsford, chez Collins & Collins.
Sa famille, comme les Bennet, a également des dettes, et ils ont dû vendre leur maison pour envoyer leur fille à l'université.
Charlotte a une petite sœur, Maria, et de la famille en Chine.

#### Jane Bennet
Jane Bennet, la sœur aînée, est le deuxième personnage récurrent. Surchargée de travail, sous-payée, elle est responsable des achats et de la gestion des stocks dans une entreprise de mode. Excessivement polie, calme, douce, elle est considérée par Lizzie comme « quasiment parfaite en tout point » (« practically perfect in every way »). Elle tombe amoureuse de Bing Lee à leur première rencontre, ce qui comble sa mère, qui les voit déjà mariés et s'en réjouit bruyamment. Son départ brutal et inexplicable l'accable de chagrin. Elle va travailler à Los Angeles, où son entreprise a une succursale, dans l'espoir, déçu, de renouer avec Bing. Licenciée quand elle décide de rentrer à la maison réconforter Lydia lorsque celle-ci a tous ses problèmes, elle se voit finalement offrir une situation très prometteuse à New-York où Bing, qui est venu lui demander de lui accorder une deuxième chance, décide de l'accompagner.

#### Lydia Britney Bennet
Lydia Bennet est le troisième personnage récurrent. Scolarisée dans un Comunity college, elle a un tempérament impétueux et explosif (« feisty, energetic »), et un comportement volontiers transgressif. Lizzie, qui n'a pas compris que, face à ses brillantes aînées, elle manque en réalité de confiance en soi et se croit mal-aimée, la dit heureusement « trop âgée pour participer à une émission de téléréalité  du style Avoir un bébé au Lycée ». Elle crée avec son téléphone son blog personnel The Lydia Bennet, où elle se met en scène avec sa cousine Mary et son chat Kitty Bennet.
En décembre 2012 elle organise une énorme fête pour ses 21 ans, mais se fâche avec Lizzie, dont elle prend très mal les remarques concernant son manque de maturité et ses enfantillages, puis obtient de ses parents l'autorisation d'aller passer le réveillon du Jour de l'an à Las Vegas où elle retrouve George Wickham. De retour à la maison (il faut bien reprendre les cours) elle accepte d'entamer une liaison avec lui. Alors qu'elle croit ses sentiments partagés, Wickham la manipule avec cynisme : il la convainc même de tourner avec lui une sextape, dont il s'empresse de vendre les droits. Elle est moralement et psychologiquement blessée d'avoir été abusée, mais, entourée de l'affection de sa famille (seule Mrs Bennet ignore tout), elle mûrit. Soulagée et surprise que la vidéo qui la compromet ait si rapidement disparu, elle mène son enquête et vient demander à Lizzie, pourquoi, à son avis, Darcy a « acheté secrètement une entreprise entière pour fermer un site internet à cause d'une seule vidéo ».

#### William Darcy
Darcy (Fitzwilliam Darcy dans le roman) est le meilleur ami de Bing Lee et son hôte à Netherfield. Jeune et riche héritier d'un empire vidéoludique (Pemberley Digital) dont le siège est à San Francisco, il ne fait pas toujours bonne impression la première fois, dira Fitz, car « il a les talents sociaux d'un homard victime d'agoraphobie ». Lizzie, qui l'a rencontré à l'occasion d'un mariage, le dit ennuyeux, suffisant et incroyablement grossier, le trouve coincé et sans humour, le pire partenaire de danse qui soit. Elle est persuadée qu'il se croit au-dessus de tout le monde, vexée de l'avoir entendu dire à Bing qu'elle est « plutôt pas mal » (decent enough). Elle le décrit comme un robot arrogant et méprisant et Jane ne trouve pas de mot plus flatteur que « grand » pour le qualifier. Charlotte et Jane, pourtant, croient qu'il a le béguin pour Lizzie, ce que Lizzie trouve ridicule.
Il joue l'arlésienne jusqu'à l'épisode 59 où il fait une très brève apparition tout à la fin (on le voit en pied, mais sa tête est hors cadre). Dans l'épisode 60 il confirme les soupçons de Charlotte : il est venu à Hunsford, non pour contrôler Collins & Collins, mais bien pour voir Lizzie. Il lui déclare qu'il l'aime, bien que tout les sépare, alors que Fitz vient juste de lui apprendre son rôle dans la séparation de Bing et Jane. Furieuse, elle le repousse sans ménagement et finit même par lui conseiller de regarder ses vidéos ; ce qu'il fait, avant de venir lui remettre une lettre, écrite à la main avec un cachet de cire, ricane Lizzie. Mais elle doit reconnaître que cette lettre, dont elle est réticente à dévoiler le contenu, l'a obligée à revenir sur ses préjugés.
Leurs relations s'améliorent, avec l'aide de Gigi qui joue les entremetteuses, lorsqu'elle vient faire un stage à Pemberley Digital dans le cadre de son projet d'étude. Il est à côté d'elle (il est venu l'inviter à aller au théâtre avec lui) lorsqu'elle découvre que Wickham propose en ligne une vidéo érotique impliquant Lydia, et facilite son retour en famille.

### Autres personnages
- Bing Lee (Charles Bingley dans le roman) est un jeune et riche Asio-Américain, étudiant en médecine, qui vient d'emménager à Netherfield House, dans le quartier des Bennet. Il tombe rapidement amoureux de Jane et sort avec elle. Il quitte cependant Netherfield brusquement et retourne sans explications à Los Angeles. Pris à partie par Lizzie lorsqu'elle le croise à Pemberley Digital durant son stage, il lui apprend qu'il a entendu Darcy suggérer que Jane n'en veut qu'à son argent et Caroline raconter qu'elle l'a vue flirter avec quelqu'un d'autre à la soirée organisée pour son anniversaire. Il revient chez les Bennet demander à Jane de lui donner une nouvelle chance. Il a abandonné ses études de médecine (entamées pour faire plaisir à sa famille) et s'est lancé dans l'humanitaire. Il part finalement à New-York avec elle dans l'épisode 92.
- Caroline Lee (Caroline Bingley dans le roman) connaît l'existence des vidéos de Lizzie et lui propose de l'aider à les cacher à Bing et à Darcy durant son séjour avec Jane à Netherfield, ce dont Lizzie lui est reconnaissante. Elle manifeste envers Darcy, avec l'approbation de Miss de Bourg, des attentions amoureuses qu'il ne lui rend pas. Lizzie découvre par la suite son hypocrisie et son égoïsme : elle a tout fait pour séparer Bing et Jane et entretenir l'animosité de Lizzie envers Darcy, et a contrecarré autant qu'elle l'a pu les sentiments de Darcy pour Lizzie.
- Ricky Collins (William Collins dans le roman) est un ancien camarade de classe de Lizzie et Charlotte, qui exige d'être appelé Mr. Collins (« Monsieur » Collins). Il s'est allié à la venture capitalist Catherine de Bourg pour tenter de percer dans la vidéo sur le Web. À la fin d'un séjour chez les Bennet, il propose à Lizzie d'abandonner ses études pour un emploi bien payé (il connaît les difficultés financières des Bennet) chez Collins & Collins. Comme elle refuse obstinément, il est subtilement incité par Charlotte à se tourner vers elle, occasion d'un échange de propos aigres-doux entre les deux amies. Elles se réconcilient lorsque Lizzie est invitée par Charlotte à venir à Hunsford (ville fictive de Californie) chez Collins & Collins où elle apprend à supporter Mr. Collins.
- George Wickham est un ami d'enfance de Darcy. Entraîneur d'une équipe universitaire de natation venue dans la ville pour une compétition, il plait beaucoup à Lizzie, qui croit sa version de ses démêlés avec Darcy. Il s'incruste un temps chez les Bennet, fréquente Lizzie, mais ne vient pas à l'anniversaire de Bing et ses explications pour justifier son absence sont confuses, puis il part entraîner les Meryton Marines. Lizzie, l'ayant vu flirter avec Lydia, « ne pense pas que George comprenne le mot sérieux ». Lorsqu'il revient, Lizzie, qui a confié à Charlotte dans l'épisode 68[N 3] ce que la lettre de Darcy lui a appris de son véritable comportement, l'évite, mais Lydia le retrouve lorsqu'elle va à Las Vegas et ils se mettent en ménage. Quand Lizzie est à Pemberley Digital, elle apprend de Gigi ce qui s'est vraiment passé naguère entre elle et lui, puis découvre avec horreur l'existence de la vidéo érotique de la « Star de YouTube Lydia Bennet ».
- Fitz William (le colonel Fitzwilliam dans le roman) est un ami et collaborateur de Darcy. Il apparaît dans l'épisode 56. Afro-Américain, homosexuel, il a un ami du nom de Brandon[N 4]. Lizzie le rencontre pour la première fois chez Catherine de Bourgh (où il accompagne Darcy). On apprend par la série dérivée Pemberley Digital son implication dans la traque de Wickham.
- Georgiana Gigi Darcy (Georgiana Darcy dans le roman), la petite sœur de Darcy, travaille à Pemberley Digital comme infographiste à mi-temps et est également championne de tennis classée au niveau national. Elle apparaît dans l'épisode 77 où elle joue l'hôtesse d'accueil auprès de Lizzie. Elle connaît l'existence de son blog et lui affirme qu'elle aime bien ses vidéos. Elle vient lui raconter dans l'épisode 82 comment son frère a rompu la relation amoureuse qu'elle entretenait avec Wickham, en lui prouvant qu'il n'en voulait qu'à son argent. Nombre de renseignements sur ses activités, cependant, sont donnés dans le spin-off Pemberley Digital, en particulier son rôle dans la résolution du scandale impliquant Lydia[N 5]. Les messages qu'elle échange avec Fitz sur Twitter montrent aussi sa forte implication dans le rapprochement entre Darcy et Lizzie.
- Mary Bennet est ici une cousine, et non une sœur, qui apparaît une seule fois. Pendant les travaux chez les Bennet, sa famille héberge Lydia et ses parents, ce qui explique qu'elle fasse des apparitions plus fréquentes dans la série dérivée The Lydia Bennet où apparaît aussi Kitty Bennet, le chat de Lydia. Mais c'est celle que les autres personnages, Lizzie en particulier, ont tendance à oublier facilement.

### Personnages n'apparaissant pas à l'écran
- Mrs Bennet, la mère de Lizzie, est présentée comme originaire d'un des États du Sud des États-Unis, traditionnelle, évaporée, ne s'intéressant qu'aux potins et commérages, qui rêve de voir ses filles devenir des trophy wifes[1]. Elle est souvent interprétée par Lizzie, qui se réjouit que sa mère ignore tout de ses enregistrements vidéo, mais elle apparaît, de dos, à la fin de l'épisode 100.
- Mr Bennet, le père de Lizzie, entre ses livres, son train électrique et ses bonzaïs, paraît plus raisonnable et pondéré que son épouse, mais une de ses activités favorites, affirme Lizzie, est de l'asticoter. Elle lui avoue tardivement l'existence de son blog. Il est en général représenté par Charlotte ou Lydia avec pipe et chapeau mou.
- Catherine de Bourgh (Lady Catherine de Bourgh dans le roman), la tante de Darcy, est une très riche venture capitalist, investisseur principal de Collins & Collins, la nouvelle entreprise où Charlotte a accepté de travailler après le refus de Lizzie. Célibataire, Miss de Bourgh a un chien souffreteux qu'elle adore, Annie Kins, et professe des opinions et des jugements à l'emporte-pièce. Charlotte la soupçonne de soutenir Caroline (on Team Caroline) dans sa poursuite de Darcy.

Elle est toujours personnifiée par Lizzie. Lors de la création du personnage, Ashley Clements l'imagine comme « un mélange de Julia Child, Miranda Priestly et Dolores Umbridge ».

## Du roman au blog vidéo
« My name is Lizzie Bennet and this is my life. »

### Pride and Prejudiceà l'époque d'Internet
Cette adaptation du roman de Jane Austen est très différente des adaptations précédentes pour le petit ou grand écran, qui suivent toutes une narration cinématographique classique. Il s'agit d'une série interactive relevant de la fiction en temps réel et utilisant toutes les ressources du Web. Hank Green a voulu « raconter l'histoire presque entièrement du point de vue de l'héroïne en la lui faisant nous la raconter, ce qui est très inhabituel », et n'était pas gagné d'avance dans ce format.

#### Fonctionnement
La série se présente essentiellement sous la forme d'un blog vidéo qui démarre le 9 avril 2012 sur YouTube. Au cours d'épisodes qui durent en moyenne quatre à cinq minutes, Lizzie Bennet, face à la caméra, confie à « Internet » ses réflexions sur les événements de sa vie quotidienne. Ces vidéos sont censées être filmées puis éditées par sa meilleure amie, Charlotte Lu, bien qu'elle s'en charge elle-même lorsque Charlotte n'est pas disponible. Initialement, une nouvelle vidéo paraît deux fois par semaine (lundi et jeudi matins). Tous les événements sont racontés, ou rejoués par Lizzie, Charlotte, Jane et Lydia devant la webcam de l'ordinateur de Lizzie, dans sa chambre au début, puis dans les divers endroits qu'elle est amenée à fréquenter : Netherfield, Hunsford, Pemberley Digital, où elle peut inviter sans trop d'invraisemblance les divers protagonistes à s'assoir devant son écran : Rick Collins, Bing et Caroline Lee, puis Gigi, Fitz et enfin Darcy.
Régulièrement (tous les dix épisodes environ) paraissent des vidéos « Questions et Réponses » (Questions & Answers Video) où Lizzie répond aux questions posées à travers les réseaux sociaux par des spectateurs de son blog. D'autres personnages que Lizzie ont ouvert leur propre blog vidéo ou ont accès aux autres applications multimédia, en particulier Facebook. Ainsi, Jane Bennet, qui est censée travailler dans l'habillement et avoue adorer la mode, apparaît sur les sites Pinterest et Lookbook et a un blog sur Tumblr, Looks by Jane. La « réalité » des personnages est renforcée par la création de leurs comptes sur les plateformes Twitter et Tumblr, et les spectateurs intéressés sont encouragés à interagir avec eux sur toutes ces plateformes. Consulter ces sites permet d'ailleurs de croiser les informations et d'accéder à des éléments de l'histoire ou des perspectives qui n'apparaissent pas forcément dans le blog vidéo de Lizzie.

### Fidélités et transpositions
Comme dans le roman-source, l'histoire dure un an (d'avril 2012 à mars 2013, lorsque Lizzie ferme son blog), ce qui donne aux personnages le temps d'évoluer. Le tournage chronologique est un avantage pour les acteurs, leur permettant d'approfondir l'évolution psychologique de leur personnage.
Aucun chapitre du roman n'est passé sous silence. Les huit scénaristes ont cherché l'équilibre entre la fidélité à la succession des éléments de l'intrigue originelle et la vraisemblance dans les détails de la transposition : ainsi, les protagonistes se rencontrent non à un bal mais à l'occasion d'un mariage (où sont invités tous les habitants du quartier, dont les nouveaux acquéreurs de Netherfield) ; la maison des Bennet est lourdement hypothéquée et le budget de Lizzie est grevé par son emprunt étudiant à rembourser ; bavardages et commérages passent par le smartphone et les réseaux sociaux ; la soirée à Netherfield est organisée pour l'anniversaire de Bing. Certes, les obsessions matrimoniales de Mrs Bennet peuvent paraître un peu anachroniques, bien que les auteurs aient pris soin de lui donner une sensibilité sudiste et traditionnelle. Orgueil et Préjugés ne raconte pas seulement l'histoire d'amour de Darcy et Elizabeth, aussi a-t-on mis en valeur d'autres aspects importants des relations entre les personnages : LBD est ainsi une grande histoire d'amitié (entre Lizzie et Charlotte) et de relations fraternelles (entre Lizzie et ses deux sœurs).
La série est parsemée d'allusions à des détails du roman impossibles à mettre en scène dans cette version : Lizzie avoue aimer la pluie et la lecture (épisode 2), et s'étonne auprès de Gigi, dans Questions & Answers N°8, qu'on leur demande si elles jouent du piano. D'autres clins d'œil concernent les précédentes adaptations : en entendant le nom de l'ami de Bing, Lydia s'écrie « Isn't that Colin Firth's name in that chubby Zellwegger movie? »  (« n'est-ce pas le nom de Colin Firth dans ce film avec la ronde Zellwegger ? ») ; le tee-shirt mouillé qu'ôte Wickham évoque la scène symbolique du « Colin "Wet-Shirt" Firth » de la version de 1995 comme une question dans Questions & Answers N°10 concernant l'utilité d'« étagères dans les placards » rappelle une scène à Hunsford dans la même version (mais absente du roman). En outre, Mrs Bennet et Mrs Lu lisaient Sense and Sensibility, autre roman de Jane Austen, juste avant d'accoucher, rappelle Charlotte, et l'ami de Fitz s'appelle Brandon.
Dans LBD, ce n'est pas Lady Catherine, mais Caroline Bingley, dont Charlotte a découvert qu'elle est de mèche avec Catherine de Bourgh (on team Caroline), qui vient faire une scène à Lizzie, l'accusant d'avoir manipulé son frère et de chercher à séduire Darcy ; mais Lizzie lui tient tête et défend le libre-arbitre de chacun : « Tu sais qui est responsable de la vie de Darcy ? c'est Darcy. Et tu sais qui est responsable de la mienne ? C'est moi. C'est pareil pour Bing et Jane ».

#### Les personnages
Le caractère des personnages principaux est fidèlement retranscrit, estime Heba Hasan, dans Time, car « Elizabeth (Lizzie) est toujours aussi narquoise et indépendante d'esprit, sauf qu'elle a maintenant une webcam. Sa petite sœur Lydia est toujours une fofolle sans cervelle, seulement, maintenant, elle court le risque de paraître dans l'émission de téléréalité 16 and Pregnant. Et maman Bennet est un bizarre mélange de beauté du Sud et de présidente de ce que Lizzie appelle ironiquement le white picket fence club »,.
Comme dans d'autres adaptations, certains personnages ont disparu : Lizzie n'a que deux sœurs, Jane et Lydia (Mary n'est qu'une cousine et Kitty le nom du chat de Lydia). Bing Lee n'en a qu'une, Caroline. « Reynolds » est le nom d'une secrétaire de direction à Pemberley Digital et Mrs Gardiner celui d'un professeur d'université, le directeur de thèse de Lizzie : ayant des amis à San Francisco, elle peut lui proposer un hébergement dans cette ville quand elle l'envoie faire le second de ses « quatre projets d'étude d'entreprises » à Pemberley Digital. Darcy la connaît et admire ses travaux. On sait peu de choses de la famille de Charlotte, dont des membres résident toujours en Chine.
Charlotte, Lydia et Georgiana Darcy sont plus développées que dans le roman et sont probablement les personnages dont l'évolution est la plus éloignée de celle des personnages créés par Jane Austen. Charlotte n'épouse pas Ricky Collins (c'est son patron, et il a une mystérieuse fiancée au Canada) mais elle sait adroitement diriger ce ridicule et prétentieux personnage et gère si bien Collins & Collins qu'elle en prend la tête, avec la bénédiction de Catherine de Bourgh, lorsqu'il part dans le Manitoba créer une succursale ; Georgiana, loin d'être timide, est à sa manière, aussi « énergique » que Lydia, capable comme elle de se mêler de la vie des autres, et en son genre aussi candide qu'elle, pour s'être laissé berner par le même individu manipulateur.
Elizabeth Bennet, dans le roman, juge Lydia « vaine, ignorante, paresseuse et absolument incontrôlée », quoique, une fois mariée, sa conduite ne porte plus à commérages. Ici, elle est, comme dans le roman « insoumise, sûre d'elle, indomptée, bruyante, téméraire », mais le personnage est très développé, ce qui lui permet d'acquérir, au fil des épisodes, épaisseur et profondeur : lorsqu'elle est blessée et traumatisée par la sale « blague » (a joke) que lui a jouée Wickham à son insu, alors qu'« il disait qu'il [l]'aimait », elle prend conscience et se désespère du gâchis qu'elle a fait, par égoïsme, dans sa vie et dans celle de son entourage, s'efforçant de se comporter un peu plus en adulte avec l'aide de Lizzie. Pour Bernie Su, Lydia est une adolescente fragile, qui cache sa grande solitude morale et son sentiment d'enfant mal-aimé derrière un comportement hyperactif et agressif ; et qui, finalement, apprend à s'ouvrir aux autres et à être plus à l'aise avec elle-même. Il assume l'importance que prend le personnage (a polarizing character) dans LBD et son évolution, mais reconnaît qu'on peut être très partagé à son sujet.

#### Les lieux
Lizzie envoie la majorité de ses vidéos depuis sa chambre. La caméra fixe toujours le même coin, personnalisé par divers détails : une étagère garnie de livres (un gros volume d'Edgar Poe, en particulier) rappelle qu'elle est une grande lectrice ; parmi les bibelots, un cochon tirelire est une allusion à son impécuniosité ; des cartes postales sont punaisées sur le montant ; un « pêle-mêle » est fixé sur la porte du fond, visible quand elle est fermée ; lorsqu'elle est ouverte, on aperçoit un couloir et la porte de la chambre de Lydia.
Lizzie y revient avec satisfaction après son séjour à Netherfield et s'y réfugie en revenant de Hunsford, heureuse de passer les fêtes (Thanksgiving, Noël) dans le cocon familial, avant de prendre la « bonne résolution d'aller de l'avant ». Après son retour de Pemberley Digital, Lizzie a pris de l'assurance : ne pouvant plus filmer discrètement depuis sa chambre, investie dans la journée par sa mère, qui y a installé en outre « un aquarium rempli de poissons tropicaux et... d'hippocampes », elle s'est installée dans un coin du « petit salon », d'aspect élégant, mais plutôt sombre, un emplacement plus stratégique pour rencontrer ses visiteurs.
Deux épisodes sont filmés à Anaheim, au VidCon 2012.
La richesse de Netherfield transparaît dans l'ameublement de la pièce d'où filme Lizzie : une belle commode sur laquelle sont posés quelques bibelots et une orchidée, un divan garni de coussins. En revanche, la pièce où elle tourne ses vidéos chez Collins & Collins est simplement fonctionnelle : un coin de bureau, une porte ouvrant sur un couloir où l'on aperçoit un meuble de rangement et une plante verte.
À Pemberley Digital, Lizzie investit successivement trois lieux. Elle s'enregistre devant une baie vitrée le jour de son arrivée, puis, pour cinq épisodes, dans un bureau dont la porte donne sur une enfilade de couloirs : Gigi et Bing s'y invitent, Darcy y est amené par surprise par sa sœur, puis y vient à l'invitation de Lizzie qui le croise alors qu'elle est sortie dans le couloir : c'est la seule fois où on la voit quitter une pièce pendant qu'elle se filme. Trois semaines après son arrivée, elle est installée dans un espace plus chaleureux, avec un canapé et devant une grande baie vitrée, pour trois épisodes plus intimes : la confession de Gigi, l'interview professionnelle de Darcy (qu'il transforme en analyse admirative du travail de Lizzie) et l'invitation au théâtre, interrompue par la découverte de la vidéo que Wickham veut exploiter.

### Choix des interprètes
Pour la crédibilité de la série, les actrices chargées d'interpréter les quatre personnages féminins principaux devaient être choisies avec un soin particulier. Il s'agissait de créer une équipe de filles vraisemblable, mais contrastée : parmi les cinquante-quatre actrices pressenties, la productrice Jenni Powell se souvient que Mary Kate Wiles leur parut incarner une Lydia si crédible qu'elle fut la première à être retenue, et que, voyant Laura Spencer franchir la porte, elle s'est dit : « c'est Jane Bennet ! ».
Les deux acteurs qui furent les plus longs à trouver furent Darcy et Lizzie. Le choix d'Ashley Clements, une quasi inconnue qui vient du théâtre, est approuvé par AustenBlog, car elle « ressemble à l'Elizabeth Bennet du roman que nous connaissons et aimons ». Son caractère est, de l'avis de Julia Cho (Charlotte) et Laura Spencer (Jane), assez semblable à celui du personnage qu'elle joue, ce qu'elle-même reconnaît volontiers. Pour Darcy, Bernie Su signale qu'on a commencé à le chercher fin juillet 2012. Parmi plus d'un millier de candidatures, quatre-vingts personnes furent retenues pour passer un bout d'essai, le même pour tous, une forme embryonnaire de la scène emblématique de la première déclaration ; Daniel Vincent Gordh le passa fin septembre.
Pour les autres personnages, il note que la production n'avait pas d'exigences majeures et était très ouverte à ce que les acteurs pouvaient proposer comme interprétation de la modernisation de leur personnage. Il se souvient aussi de la façon touchante dont Christopher Sean (Bing Lee), lorsqu'il fut recontacté, s'embrouilla dans son texte, parce qu'il était intimidé par Laura Spencer, manque d'assurance digne du Bingley du roman. Maxwell Glink (Collins), Jessica Andres (Caroline) et Christopher Sean furent présentés au public durant le VidCon de juin 2012 et Wes Aderhold (Wickham) fut engagé fin août.
Il paraissait impossible de faire paraître de façon vraisemblable Anne de Bourgh, effacée, maladive, et destinée en outre par sa mère à épouser son cousin germain, ce qui ne se fait plus de nos jours, d'où la fiction du chien de Catherine, Anna Kins, et de son pendant, le chat de Lydia (celui de Mary Kate Wiles en réalité), pour représenter Catherine Bennet, la sœur trop influencée par Lydia.

## Séries dérivées
Outre le blog principal, quatre autres sont créés : Lydia Bennet et Maria Lu en ouvrent un et les entreprises fictives Collins & Collins et Pemberley Digital éditent des vidéos. Ces quatre séries dérivées offrent d'autres éclairages et permettent d'accéder à des éléments de l'histoire que ne connaît pas Lizzie.

### The Lydia Bennet
Lydia utilise ce blog quand elle n'apparaît pas dans le vidéo-blog principal. Elle y présente, en courtes vidéos d'une à deux minutes ses rencontres et ses mésaventures. Le rythme d'édition est irrégulier et les lieux d'enregistrement sont très variés : chez Mary, dans la rue, dans sa chambre, chez Wickham.
Elle le crée lorsque Lizzie et Jane sont à Netherfield et qu'elle doit aller vivre chez sa cousine Mary, le reprend lorsque Lizzie est à Hunsford chez Collins & Collins. Elle le réactive lorsqu'elle se fâche avec Lizzie, qui à l'occasion de ses 21 ans lui suggère de se conduire en adulte, lui reprochant d'approuver les critiques de Darcy et de Caroline Lee à son sujet. Elle y déverse ses frustrations, y présente son chat (Kitty) puis raconte ses aventures avec Wickham qu'elle a rencontré à Las Vegas (où elle est partie passer le réveillon de la Saint-Sylvestre) pendant que Lizzie est à Pemberley Digital. The Lydia Bennet présente en quelque sorte, en contre-point à LBD, Pride and Prejudice du point de vue de Lydia.

### Maria of the Lu
Lorsque Charlotte Lu commence son stage chez Collins & Collins sa petite sœur, Maria (Janice Lee), crée un blog vidéo pour enregistrer son travail.

### Collins and Collins
La compagnie de Mr collins produit une série de vidéos « éducatives » sous le titre Better Living with Collins and Collins. Maria Lu présente la première le 9 novembre 2012 : Troubleshooting your Illumination Regulator (elle montre comment fonctionne un interrupteur) et invite ses spectateurs à créer leurs propres « réponses-vidéos » ; une dénommée Kelsey Geller présente la seconde, Changing Illumination Globes (changer une ampoule).

### Pemberley Digital
Gigi Darcy présente des vidéos de démonstration censées faire la promotion de « Domino », le nouveau portail vidéo, encore à l'état de prototype (Domino Alpha), créé par l'entreprise de son frère, un système vidéo-téléphonique à commande vocale, qui « édite, met à jour et télécharge automatiquement » vidéos et messages écrits.
Le premier épisode, Demonstration, la montre en train d'utiliser « Domino » pour communiquer visuellement avec Fitz.
Les cinq épisodes suivants permettent de suivre, à travers les communications entre Gigi, Fitz et Darcy enregistrées par « Domino » entre le 1er et le 15 février, les efforts de ce dernier pour retrouver Wickham et empêcher à temps la diffusion de sa vidéo (sextape) de Lydia. L'appel téléphonique de Gigi à Wickham (où il lui jure qu'on lui a volé l'enregistrement et qu'il est autant victime de Lydia) permet à « Domino » de le localiser, parce qu'il a, accidentellement, téléchargé l'application. Fitz peut annoncer finalement que Wickham est définitivement empêché de nuire et Darcy affirmer qu'il est fier de sa petite sœur, mais, non, il n'a pas l'intention de contacter Lizzie, elle a trop de choses à lui reprocher ; il va « continuer à essayer de se racheter » (« I will continue to try and make amends »).

### Welcome to Sanditon
Cette nouvelle série, conçue par Margaret Dunlap et Jay Bushman, produite par Jenni Powell, commence le 9 mai 2013, après la fin de The Lizzie Bennet Diaries. Elle débute comme une adaptation/transposition du dernier roman (inachevé) de Jane Austen Sanditon, qui n'a, en réalité, aucun lien avec Orgueil et Préjugés. Dans cette version Gigi remplace l'héroïne originale, Charlotte Heywood.
Les épisodes de Welcome to Sanditon suivent Gigi qui passe l'été dans la ville (fictive) de Sanditon (Californie) pour y tester, grandeur nature, la version Beta de « Domino » (Domino Beta Portal). Les « habitants » de la ville sont tous invités à participer aux tests et à découvrir le fonctionnement de cette application « qui ne cache rien de la vie » (« life-revealing ») d'après Gigi. Bernie Su en produit et réalise les 12 premiers épisodes, avant de passer la réalisation, à partir du treizième, à Joshua Caldwell (en). Le test s'achève officiellement le 12 août 2013, mais Gigi décide de rester à Sanditon.
À la différence de LBD, cette série joue le jeu de la narration transmédia, puisque les spectateurs sont invités à devenir des « résidents » de la ville virtuelle de Sanditon, à poster leurs vidéos « Domino » sur Pemberley Digital et enrichir leur personnage à travers les comptes Twitter et Facebook de Welcome to Sanditon.

## Réception

### Accueil du public
Incertains de l'accueil qu'on réservera à leur série, Hank Green et Bernie Su commencent par tourner les huit premiers épisodes, qui doivent servir de test. Mais The Lizzie Bennet Diary atteint très vite une audience de centaines de milliers de spectateurs et une popularité très large. Divers médias s'en font rapidement l'écho : Wired souligne « la haute qualité de cette production, en dépit de sa mise en scène minimaliste », Entertainment Weekly la dit « addictive », The Guardian la proclame « la meilleure adaptation pour célébrer le deux-centième anniversaire de l'apparition en littérature d'Elizabeth Bennet et Fitzwilliam Darcy », AustenBlog, qui souligne que « ce véritable travail de professionnels a fait une grande offensive médiatique » (making a big social media push), la trouve très divertissante et Book Riot, qui la considère comme « une réécriture absolument délicieuse » (an utterly delightful reworking) la recommande chaudement. La série est d'ailleurs rapidement sous-titrée, d'abord en anglais au fur et à mesure de l'édition des épisodes, puis en plusieurs langues.
What's Trending, une chaîne du Web, diffuse des interviews des acteurs, à l'arrivée du personnage de Darcy ou à la fin de la série Le jeudi 1er novembre 2012, la première apparition « en chair et en os » de Darcy (dont l'interprète a été gardé secret jusque-là, même si le personnage s'était déjà manifesté sur Twitter), après des mois d'anticipation et de supputations sur Tumblr, fait exploser le nombre de visionnages de l'épisode 60, plus de 100 000 dans les premières 24 heures : Twitter déclare que ce jour est le « jour de Darcy » (#darcyday)  et What's Trending propose dès le 5 une interview en public d'Ashley Clements et Daniel Gordh.
Les neuf heures et demie que durent les cent épisodes de LBD plus les 60 des séries dérivées ont accumulé plus de quarante millions de vues et plus de 200 000 abonnés. Ashley Clements constate que la série satisfait finalement deux publics : ceux qui aiment et connaissent bien le roman, qui peuvent apprécier la manière dont est interprété le texte original, et les autres qui aiment la série à cause de la richesse de l'intrigue et du suspense.

### Élargissements
Le 22 mars 2013 est lancée une souscription sur Kickstarter pour l'édition en DVD de LBD et des séries dérivées. À la fin du mois de souscription, la somme de 462 405 $ est atteinte, faisant de The Lizzie Bennet Diaries le quatrième projet Film & Video le mieux financé de Kickstarter.
Une compagnie de production, nommée Pemberley Digital en référence à la série, est créée : s'appuyant sur le succès de LBD, elle ambitionne d'adapter d'autres œuvres classiques selon le même principe, en utilisant Youtube et toutes les autres plateformes disponibles. C'est ainsi que Bernie Su propose à l'automne 2013 une autre série interactive, Emma Approved, adaptation d'Emma, un autre roman de Jane Austen, paru en 1815.

### Distinctions

#### IAWTV Awards 2013
L'International Academy of Web Television réunie le 8 janvier 2013 à Las Vegas a récompensé The Lizzie Bennet Diaries au titre du  Best Interactive/Social Media Experience.

#### Streamy Awards 2013
Nommé dans sept catégories aux troisièmes Streamy Awards, décernés le 17 février 2013 au Palladium à Hollywood, LBD est récompensé dans deux catégories : meilleur scénario et meilleur programme interactif.
| Année | Émission de remise de prix | Catégorie                              | Résultat   | Personnalités sélectionnées |
| ----- | -------------------------- | -------------------------------------- | ---------- | --------------------------- |
| 2013  | 3e Streamy Awards          | Meilleur scénario : comédie            | Lauréat    | Bernie Su                   |
| 2013  | 3e Streamy Awards          | Meilleur rôle féminin : comédie        | Nomination | Ashley Clements             |
| 2013  | 3e Streamy Awards          | Meilleur rôle féminin : comédie        | Nomination | Julia Cho                   |
| 2013  | 3e Streamy Awards          | Meilleure distribution d'ensemble      | Nomination |                             |
| 2013  | 3e Streamy Awards          | Meilleure série de comédie             | Nomination |                             |
| 2013  | 3e Streamy Awards          | Meilleur programme interactif          | Lauréat    |                             |
| 2013  | 3e Streamy Awards          | Choix d’audience des séries de l’année | Nomination |                             |

#### Creative Arts Emmy Awards 2013
Huit jours avant la célébration des 65e Emmy Awards au Nokia Theatre de Los Angeles, qui se déroule le 22 septembre 2013, sont décernés, dans le même lieu, les Creative Arts Emmys in Interactive Media (le dimanche 15 septembre) dont les lauréats ont été annoncés le 22 août. The Lizzie Bennet Diaries  reçoit l'Emmy du meilleur programme original interactif.